# Tehongdan (hajó)
A Tehongdan (hangul: 대홍단, handzsa: 大紅湍, RR: Dai Hong Dan, ’Nagy Vörös Sodrás’) észak-koreai teherhajó, amely azzal vált ismertté, hogy 2007 október végén szomáliai kalózok áldozatává esett Mogadishu közelében. A hajó legénysége vissza tudta szerezni a jármű irányítását, és kivégeztek egy kalózt. Hat koreai tengerész sebesült meg a harc közben, hárman súlyosan.
Az amerikai haditengerészet egyik hajója, a USS James E. Williams (DDG 95) volt a legközelebbi koalíciós egység a térségben. A helyszínre érkezés után, a James E. Williams egy SH-60B helikopterrel és egy VBSS (Visit, Board, Search, and Seizure – „Meglátogatás, Fedélzetreszállás, Keresés, és Elfoglalás”) csapatot juttatott az észak-koreai teherhajóra. Az amerikai tengerészet orvosai ellátták a sebesült koreaiakat.

## Az incidens
(...)
Észak-Korea állami lapirodája, a Koreai Központi Hírügynökség (KCNA) 2007. november 9-én a korábbi Egyesült Államokkal kapcsolatos hírekhez képest szokatlan hangvételű cikkben közölte le az incidenst, és köszönetet mondott az amerikaiaknak a konfliktusban nyújtott segítségükért.